# Csíkrákos
Csíkrákos (románul Racu) falu Romániában Hargita megyében.

## Fekvése
A falu Csíkszeredától 10 km-re északra a Rákos-patak mentén a Középcsíki-medence kijáratánál fekszik.

## Története
A székelyek ősi gyülekezőhelye, itt Rákosmezején állapították meg a székely törvényeket László herceg jelenlétében.
Határában volt Abránfalva, mely a tatárjárásban pusztult el. A Bogát, a Vár és a Kulcs patak közötti kiszögellő hegyfokon feltehetően bronzkori eredetű vár maradványai láthatók. A vár valószínűleg egykor a magyar határvédelmi rendszer része volt. A falut 1334-ben Rakus néven említik először. 1764-ben a madéfalvi veszedelem előtt is itt gyűltek össze a tiltakozó székelyek. 1910-ben 1604 magyar lakosa volt. A trianoni békeszerződésig Csík vármegye Felcsíki járásához tartozott. 1992-ben 1164 lakosából 1158 magyar és 6 román volt

## Látnivalók
- A Bogát, a Vár és a Kulcs patak közötti kiszögellő hegyfokon bronzkori eredetű vár maradványai látszanak, melynek délkeleti részén most Szent Jakabnak szentelt 1720-ban épült kápolna és kereszt áll.
- A vár alatt több borvízforrás fakad, melyeket az Oltbogáti meleg-fürdőben hasznosítanak, míg hideg-forrását ivóvízként hasznosítják.
- A Hargita Galusatető nevű főcsúcsa alatt a Várpatak és a Szilas-patak közti 1273 m magas szirten állnak Pogányvár romjai. A vár a 13. században épülhetett, a székely határvédelmi rendszer része volt. A 15. századig lakták, a császáriak rombolták le.
- Kisboldogasszony tiszteletére szentelt erődített római katolikus templomát, amely 1270-ben épült, 1433-ban említik először, 1507-ben és 1574-ben bővítették, védőfalai 17. századiak. 1756 és 1758 között barokk stílusban átépítették. Tornyán vörös-barna festett zodiákus jelek láthatók. A templom tulajdonképpen a faluval összeépült Göröcsfalva területén áll. A templomkertben temették el Zöld Péter plébánost, az 1762-es székely mozgalom vezetőjét.

- A Cserei-kúriát 1667 és 1674 között Cserei János építette, 1851-ben állították helyre.

## Híres emberek
- Itt született az egykori Cserei-kúriában 1667. október 21-én Cserei Mihály történetíró.
- Itt született 1883. október 9-én Kölönte Béla magyar helytörténész, író.
- Itt született 1950. november 10-én Miklós Gizella, asszonynevén Sólyom Gizella állattenyésztési szakmérnök.
- Itt született 1925. január elsején Sárosi Bálint Széchenyi-díjas népzenekutató, a zenetudományok akadémiai doktora.

## Testvértelepülések
- Boda, Magyarország Jászladány,  Magyarország